# William Nicholson (chimiste)
Pour les articles homonymes, voir William Nicholson et Nicholson.
William Nicholson (Londres, 1753 - Bloomsbury, 21 mai 1815) est un chimiste anglais renommé pour ses recherches sur les propriétés de l'eau. Il a également écrit sur la philosophie naturelle et la chimie, tout en étant traducteur, journaliste, éditeur, scientifique et inventeur.

## Biographie
L'année de la naissance de Nicholson à Londres a été notée mais, comme il était courant à l'époque, le jour et le mois n'ont pas été précisés. Après avoir quitté l'école, il accomplit deux voyages en tant qu'aspirant au service de la Compagnie anglaise des Indes orientales. Par la suite, il s'oriente un temps vers un métier de juriste mais, ayant fait la connaissance en 1775 de Josiah Wedgwood, il déménage à Amsterdam, où il vécut quelques années en tant que représentant de vente de poterie.
À son retour en Angleterre, Thomas Holcroft le persuade d'appliquer ses talents littéraires à la composition d'articles pour des périodiques, tout en assistant Holcroft pour quelques-uns de ses romans et pièces. Pendant ce temps, il se consacre à la préparation de An Introduction to Natural Philosophy, qui est publié en 1781 et rencontre un succès immédiat. Une traduction des Éléments de la philosophie de Newton de Voltaire suit rapidement, et dès lors il se consacre entièrement à la recherche scientifique et au journalisme philosophique. En 1784 il est nommé secrétaire de la chambre générale des manufacturiers de Grande Bretagne, et se lie avec la Société pour l'encouragement de l'architecture navale qui s'établit en 1791. Il porta beaucoup d'attention à la construction de diverses machines - il inventa notamment un hydromètre.
En 1797, il commence à publier et contribue au Journal of Natural Philosophy, Chemistry, and the Arts (en), généralement connu sous le nom de Journal de Nicholson, le premier de son genre en Grande-Bretagne - la publication continue jusqu'en 1814. En 1799, il crée une école au Square Soho de Londres, où il enseigne la philosophie naturelle et la chimie.
En 1800, il découvre avec Anthony Carlisle l'électrolyse menant à la décomposition de l'eau par le courant électrique continu (voir l'article Chronologie des technologies de l'hydrogène). Pendant les dernières années de sa vie, Nicholson se tourne vers l'ingénierie hydraulique à Portsmouth, Gosport et Southwark.
Outre ses considérables contributions aux échanges philosophiques, Nicholson écrit des traductions de la Chimie de Fourcroy (1787), de Chaptal, des Premiers principes de la chimie (1788). Il édite un Dictionnaire de chimie (1795) ainsi que la British Encyclopaedia, ou dictionnaire des arts et sciences (6 vol., Londres, 1809). Il écrit une autobiographie, présumée perdue depuis la fin du XIXe siècle.
William Nicholson meurt à Bloomsbury à l'âge de 61 ou 62 ans.

## Source
- (en) Cet article est partiellement ou en totalité issu de l’article de Wikipédia en anglais intitulé « William Nicholson (chemist) » (voir la liste des auteurs).
- Largement inspiré de l'Encyclopædia Britannica, 11e édition (dans le domaine public) et de l'article "Nicholson, William" par Mike Chrimes dans le Biographical Dictionary of Civil Engineers, vol. 1, 1500-1830, 2002  (ISBN 0-7277-2939-X)